# Två singlar och Colin
Två singlar och Colin (engelska: Colin from Accounts) är en australiensk komediserie från 2022 med svensk premiär på SVT Play 1 februari 2023. Serien är skapad av Patrick Brammall och Harriet Dyer som också spelar huvudrollerna. Första säsongen består av 8 avsnitt om vardera 30 minuter.

## Handling
Serien handlar om Ashley och Gordon som är två smått dysfunktionella singlar som efter en bilolycka och en skadad hund förs samman. Med gemensamma krafter behöver de samla ihop 120 000 kronor för att rädda hunden.

## Rollista i urval
| Harriet Dyer     | – Ashley  |
| Patrick Brammall | – Gordon  |
| Emma Harvie      | – Megan   |
| Helen Thomson    | – Lynelle |